# پرچم ولز
پرچم ولز برای اولین بار در ۱۹۵۹ به رسمیت شناخته شد. به‌عنوان پرچم غیرنظامی و پرچم استان شناخته می‌شود و هم‌چنین دارای تناسب ۳:۵ می‌باشد. این پرچم دارای نماد اژدهای قرمز رنگ است.

## نگارخانه

پرچم سنت دیوید که از پرچم‌های ملی ولز است.
پرچم ولز میان سنوات ۱۹۵۳ تا ۱۹۵۹ میلادی
پرچم پورتو مادرین در امریکای جنوبی، برگرفته از نشان ملی ولز
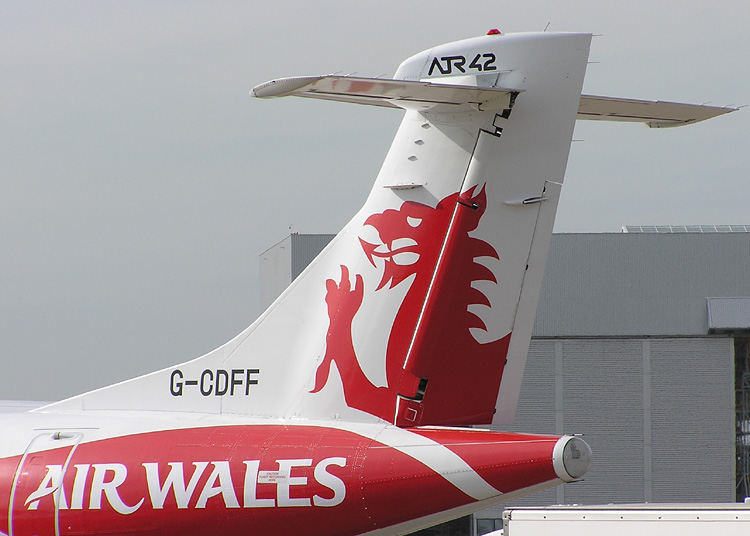
نشان اژدهای سرخ بر نشان خطوط هوایی ولز